# Sundance Film Festival/Publikumspreis – Bester ausländischer Spielfilm
Mit dem Publikumspreis (englisch World Cinema Audience Award: Dramatic) wird beim jährlich veranstalteten Sundance Film Festival der beste ausländische Spielfilm aus Sicht der Zuschauer prämiert.
Der Preis wird seit der 16. Auflage des Filmfestivals im Jahr 1999 vergeben, separat zum Publikumspreis für US-amerikanische Spielfilme. Bisher stimmte der Preisträger noch nie mit dem späteren Gewinner des Jurypreises überein.
| Jahr | Preisträger                         | Deutscher Titel                        | Regie                           |
| ---- | ----------------------------------- | -------------------------------------- | ------------------------------- |
| 1999 | Lola rennt                          | Lola rennt                             | Tom Tykwer                      |
| 1999 | Train de vie                        | Zug des Lebens                         | Radu Mihăileanu                 |
| 2000 | Saving Grace                        | Grasgeflüster                          | Nigel Cole                      |
| 2001 | 我的父亲母亲 (Wǒde fùqin mǔqin)     | Heimweg – The Road Home                | Zhang Yimou                     |
| 2002 | Bloody Sunday                       | Bloody Sunday                          | Paul Greengrass                 |
| 2002 | L’ultimo bacio                      | Ein letzter Kuss                       | Gabriele Muccino                |
| 2003 | Whale Rider                         | Whale Rider                            | Niki Caro                       |
| 2004 | La grande séduction                 | Die große Verführung                   | Jean-François Pouliot           |
| 2005 | Brødre                              | Brothers – Zwischen Brüdern            | Susanne Bier                    |
| 2006 | No. 2                               | No. 2                                  | Toa Fraser                      |
| 2007 | Once                                | Once                                   | John Carney                     |
| 2008 | Captain Abu Raed                    | Captain Abu Raed                       | Amin Matalqa                    |
| 2009 | An Education                        | An Education                           | Lone Scherfig                   |
| 2010 | Contracorriente                     | Contracorriente – Gegen den Strom      | Javier Fuentes-León             |
| 2011 | Kinyarwanda                         | nicht bekannt                          | Alrick Brown                    |
| 2012 | Valley of Saints                    | Valley of Saints – Ein Tal in Kaschmir | Musa Syeed                      |
| 2013 | Metro Manila                        | nicht bekannt                          | Sean Ellis                      |
| 2014 | Difret                              | Das Mädchen Hirut                      | Zeresenay Mehari                |
| 2015 | Umrika                              | nicht bekannt                          | Prashant Nair                   |
| 2016 | La ciénaga entre el mar y la tierra | nicht bekannt                          | Manolo Cruz Carlos del Castillo |
| 2017 | I Dream in Another Language         | nicht bekannt                          | Ernesto Contreras               |